# پاول سیرچین
پاول سیرچین (روسی: Павел Леонидович Сырчин؛ ۷ نوامبر ۱۹۵۷ – ۲۴ اکتبر ۲۰۲۰) وزنه‌بردار اهل روسیه بود.
وی در مسابقات کشوری و بین‌المللی در مجموع برندهٔ ۱ مدال طلا، ۱ مدال نقره شده‌است.